# Raztopina
Raztopína je v kemiji homogena zmes sestavljena iz dveh ali več substanc. V takih mešanicah je topljenec raztopljen v topilu. Splošno znani primer je raztopina soli v vodi. V tem primeru je sol topljenec in voda topilo. Tudi plini se lahko raztopijo v kapljevinah, npr. ogljikov dioksid ali kisik v vodi. Kapljevine se lahko tudi raztopijo v drugih kapljevinah, medtem ko plini med seboj tvorijo zmesi in ne raztopin. 
Primeri trdnih raztopin so zlitine, določeni minerali in polimeri, ki vsebujejo plastifikatorje. Zmožnosti substance, da se enakomerno porazporedi v drugi, imenujemo topnost. Fizikalne lastnosti substanc kot npr. vrelišče in tališče se spremenijo, ko se dodajo druge substance v raztopino. Veličino topljenca v raztopini se poda s koncentracijo. Sem spadajo molarnost, molalnost in število delcev na milijon (ppm).
Raztopine je treba razlikovati od nehomogenih zmesi kot se npr. koloidi in suspenzije.

## Topila
Topila se v grobem lahko razdelijo na polarna in nepolarna topila. Največkrat uporabljeno merilo za polarnost je dielektrična konstanta. Najbolj uporabljeno topilo je voda z dielektrično konstanto 78,5. Etanol, z dielektrično konstantno 24,3, ima srednjo polarnost. Primer nepolarnega topila je heksan z veličino konstantne 1,9. Polarne ali ionske snovi se bodo načeloma raztopile samo v polarnih topilih. 

## Topljenec
Med topljenjem, posebej ko je topilo polarno, se tvori struktura gradnikov topila okoli topljenca, kar omogoča stabilno interakcijo med topljencem in topilom.
Ko je veličina topljenca v topilu dosegla svoj maksimum, postane raztopina nasičena. Stopnja nasičenosti se lahko spremeni z različnimi faktorji, kot so temperatura, pritisk in čistost topljenca ali topila.
Po navadi se z zviševanjem temperature tudi zvišuje zmožnost topnosti topljenca v topilu, vendar pri plinih velja ravno obratno. Takšno obnašanje plinov je razultat eksotermne entalpije raztopine.